# Paul Simson
Paul Simson (geboren am 5. Februar 1869 in Elbing; gestorben 6. Januar 1917 in Danzig, polnisch Gdansk) war ein preußischer Historiker (Regionalgeschichte) und Gymnasialprofessor.

## Leben
Simson war der Sohn des vermögenden Getreidehändlers und Gemeinderats Philipp Simson (1835–21. Februar 1907). Seine Schwester heiratete später den Rechtsanwalt Bernhard Rosenbaum (1872–1940), ihre Tochter Ruth Rosenbaum (* 1906) gründete 1934 in Danzig ein jüdisches Privatgymnasium. Er wuchs zunächst in Elbing auf und verbrachte die Sommermonate im nahe gelegenen Kahlberg.
Gegen Ende der 1870er Jahre zogen seine Eltern mit ihren Kindern nach Danzig um. Ab 1876 hatte er das Königliche Gymnasium in Elbing besucht und war anschließend bis Ostern 1887 gemeinsam mit Hermann Freytag auf dem Königlichen Gymnasium in Danzig. Obwohl er sich noch nicht festgelegt hatte, welche Richtung er einschlagen wollte, schrieb er sich an der Universität Heidelberg ein, um das Lehramt zu studieren. Denn dies war die einzige Bedingung die Sein Vater ihm auferlegt hatte. Er wechselte bereits im Herbst die Universität und ging nach Königsberg, um dort Philologie und Geschichte zu studieren, setzte sein Studium in Leipzig fort und schloss es in Berlin ab. Am 1. August 1890 erwarb er den philosophischen Doktorgrad und kurz darauf sein philologisches Staatsexamen für Geschichte, Geographie und Deutsch. Im Jahr 1894 legte er zusätzlich noch eine Prüfung in Latein ab. In den Jahren 1892 bis 1893 leistete er seinen Militärdienst und absolvierte ab dem 1. April 1894 ein Seminarjahr am Städtischen Gymnasium in Danzig. 1895 folgte ein Probejahr am damaligen Realgymnasium zu St. Petri, wo er anschließend Lehrer wurde. Simson war zuletzt Oberlehrer an der daraus entstandenen Realschule zu St. Petri und Pauli in Danzig und unterrichtete in den Fächern Geschichte, Geographie und Deutsch. Bereits im Jahr 1906 wurde ihm, in besonderer Anerkennung seiner wissenschaftlichen Leistungen, der Titel Professor verliehen.
In den Schulferien durchwanderte Simson die Tiroler und Schweizer Alpen oder besuchte die Städte Süddeutschlands. Er nahm unter anderem an Versammlungen des Hansischen Geschichtsvereins in Niedersachsen teil. Anfang 1914 unternahm er eine Reise nach Italien, auf der er sich bei einem Unfall in der Villa Adriana bei Tivoli eine Knieverletzung zuzog, so dass er mehrere Wochen im Deutschen Krankenhaus in Rom verbringen musste. Anschließend besuchte er Neapel, Sorrent, Capri, Amalfi und Pompejis.
Er war bereits im Jahr 1901 an einer Blinddarmentzündung erkrankt, war mehrmals operiert worden und erholte sich nie richtig, hinzu kam eine Phlegmone, was wohl eine tödliche Erkrankung auslöste. Er starb im Alter von 47 Jahren.

## Wirken als Historiker
Neben seinem Beruf als Lehrer engagierte Simson sich für den Erhalt der Bau- und Kunstdenkmäler in Danzig, war mitarbeitendes Vorstandsmitglied des Westpreußischen Geschichtsvereins und wirkte als Stadtverordneter. Als Historiker befasste er sich mit der wechselvollen Geschichte Danzigs und hatte sich schon 1891 in seiner Dissertation über Danzig im dreizehnjährigen Kriege diesem Thema gewidmet. Auch die Geschichte der Hanse war eines seiner Forschungsgebiete und er veröffentlichte bis 1917 zahlreiche Schriften in den Hansischen Geschichtsblättern. Sein Lebenswerk sollte eine ausführliche Abhandlung über die Geschichte Danzigs werden. Das Werk sollte in mehreren Bänden erscheinen, doch blieb diese Arbeit durch seinen Tod unvollendet. Er hatte die ersten beiden Teile (bis zum Jahr 1626) und einen zugehörigen Urkundenband fertiggestellt. Zu seinen Lebzeiten erschien lediglich der erste Band. Die übrigen Manuskripte wurden durch Otto Günther (1864–1924), Direktor der Danziger Stadtbibliothek und Karl-Josef Kaufmann Posthum herausgegeben. Er verfasste zahlreiche Aufsätze in wissenschaftlichen Zeitschriften, von denen einige sehr umfangreich waren wie beispielsweise die Schriften Westpreußens und Danzigs Kampf gegen die polnischen Unionsbestrebungen in den letzten Jahren des Königs Sigismund August, die Geschichte der Schule zu St. Petri und Pauli in Danzig oder das große Danziger Inventar, das 1913 als dritter Band der Inventare hansischer  Archive des 16. Jahrhunderts erschien.

## Publikationen (Auswahl)
- Danzig im 13-jährigen Kriege von 1454 bis 1466. In: Zeitschrift des Westpreußischen Geschichtsvereins. A. W. Kafemann, Danzig 1891 (Dissertation, Friedrich-Wilhelms-Universität Berlin, Philosophische Fakultät, 1. August 1891).
- Westpreußens und Danzigs Kampf gegen die polnischen Unionsbestrebungen in den letzten Jahren des Königs Sigismund August.
- Die Sprache des Ebert-Ferber-Buches. In: Verein für die Geschichte von Ost- und Westpreußen (Hrsg.): Altpreußische Monatsschrift. Neue Folge, Band 30, 1893, S. 652–668.
- Der Artushof in Danzig und seine Bruderschaften, die Banken. Theodor Bertling, Danzig 1900 (archive.org).
- Die Reise des Danziger Ratsherrn Arnold von Holten durch Spanien und Oberitaiien in den Jahren 1606–1608. In: Archiv für Kulturgeschichte. Böhlau Verlag, Köln 1903, S. 39–70 (Textarchiv – Internet Archive).
- Geschichte der Stadt Danzig. L. Saunier, Danzig 1903 (archive.org).
- Geschichte der Danziger Willkür. L. Saunier, Danzig 1904 (archive.org).
- Die Rückkehr des „Jüngsten Gerichts“ nach Danzig. A. W. Kafemann, Danzig 1913 (archive.org).